# 藤岡藤巻生ライブ〜赤坂ライブとおつまみ映像
『藤岡藤巻生ライブ〜赤坂ライブとおつまみ映像』（ふじおかふじまきなまライブ〜あかさかライブとおつまみえいぞう）は2009年2月にポニーキャニオン、ホリプロ、で発売された藤岡藤巻のオリジナルDVDである。

## 概要
2008年9月5日に、赤坂BLITZで藤岡藤巻がライブを行った。「よろけた拍子に立ち上がれ!」、「私は偉い」、「息子よ」など22曲を演奏した。里田まい、大橋のぞみが特別出演している。オープニングには、新堂本兄弟、MUSIC JAPAN、第59回NHK紅白歌合戦、はなまるマーケットなど藤岡藤巻と大橋のぞみの出演番組や崖の上のポニョプロデューサー鈴木敏夫がかかれてある看板があった（なお、大橋のぞみは、MUSIC JAPANには2009年も出演している）。AKB48総合プロデューサー、秋元康や、すみちゃんとステゴザウルスの山田賢司が舞台出演している。

## 藤岡藤巻 世界を行く
おつまみ映像の1、3、7番目に収録されている。これは、日本完全制覇した藤岡藤巻が、「息子よ」を世界に通用するかを徹底検証する。1番目は、イタリアのアントニオ・マイッツアとイギリスのガース・ロバーツ。スパゲッティと時計台は関係ない。2番目は、トルコのアブドルバギー・アルペルと、中国の4人オヤジである。3番目は、ブルキナファソのアマド・エミール・イルバドゥと、インドのスクビンダル・シング。ゾウが関係している。

## shout×shout
おつまみ映像にランダムで収録。藤山富士夫が演じている。彼は、身近な物と対決する。

### 出演者（動物も含めて）
- 福田義久
- オオカバマダラ
- フレンチ・ブルドッグ
- シェパード

## 振り向きオヤジ
「shout×shout」の間に収録されている。主に、虎ノ門、目黒川、目黒、新橋、恵比寿で確認される。
ちなみに、恵比寿は、エンディングの後、藤岡藤巻を確認している。